# Plaza Sur
Plaza Sur ist eine der Galápagos-Inseln. Die rund zwölf Hektar große Insel liegt 500 Meter vor der Ostküste von Santa Cruz und wird von Seelöwen, Meerechsen, Landleguanen sowie zahlreichen Vogelarten besiedelt. Gemeinsam mit der gegenüberliegenden Plaza Norte bildet sie den über den Meeresspiegel ragenden Kraterrand eines Vulkans. Die Caldera bildet dabei praktisch ein Hafenbecken für Ausflugsboote. Auf der Insel befindet sich ein Rundwanderweg. Neben Opuntien ist die Insel von bodendeckenden Pflanzen der Gattung Sesuvium besiedelt, welche sich in der Trockenzeit intensiv rot färben.